# Рјофредо (Рим)
Рјофредо (итал. Riofreddo) је насеље у Италији у округу Рим, региону Лацио.
Према процени из 2011. у насељу је живело 730 становника. Насеље се налази на надморској висини од 670 м.

## Становништво
Према резултатима пописа становништва 2011. у општини је живело 762 становника.
| 1931. | 1936. | 1951. | 1961. | 1971. | 1981. | 1991. | 2001. | 2011. |
| ----- | ----- | ----- | ----- | ----- | ----- | ----- | ----- | ----- |
| 1.015 | 949   | 905   | 828   | 677   | 673   | 713   | 764   | 762   |

## Партнерски градови
- Domokos